# Hefei Xinqiao International Airport

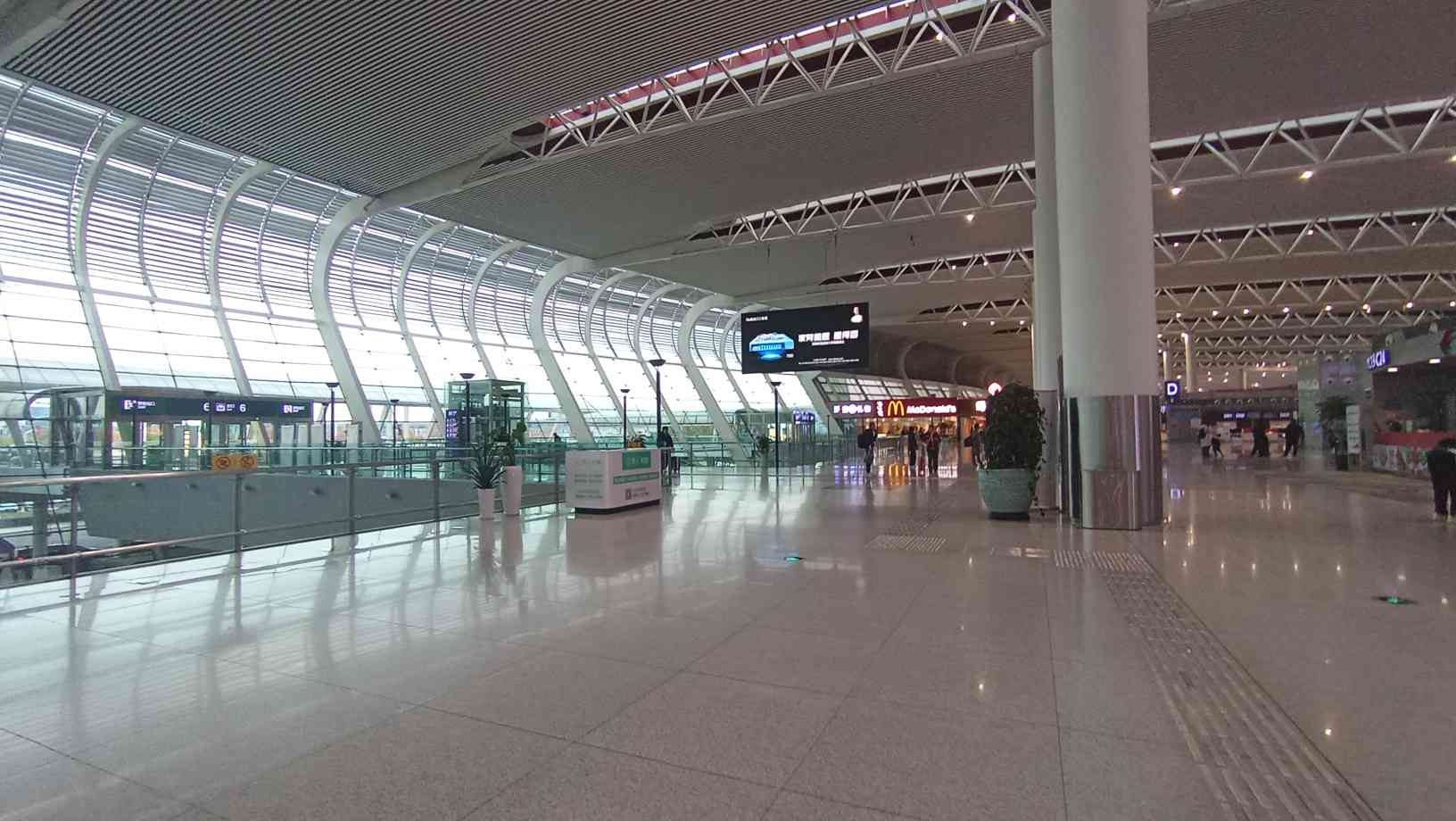

De Hefei Xinqiao International Airport (Chinees: 合肥新桥国际机场, Hanyu pinyin: Héféi Xīnqiáo Guójì Jīchǎng) (IATA-code: HFE, ICAO-code: ZSOF) is een vliegveld in Shushan, 32 km ten noordwesten van het centrum van Hefei, provinciehoofdstad van de provincie Anhui in China. De luchthaven is een focus city voor China Eastern Airlines. In 2023 had Hefei Xinqiao Airport met 96.721 vliegbewegingen 11.171.368 passagiers en 114.604 ton cargo.
De bouw begon in december 2008 met een totale investering van 3,728 miljard yuan. Het werd geopend op 30 mei 2013 en verving de luchthaven Hefei Luogang als de belangrijkste luchthaven van Hefei.